# Ivánku, kamaráde, můžeš mluvit?
Ivánku, kamaráde, můžeš mluvit? je divadelní hra Petra Čtvrtníčka. Námětem této inscenace se stala korupční aféra Ivana Horníka, který v letech 2003 a 2004 pro fotbalový klub Viktoria Žižkov kupoval výsledky fotbalových zápasů. Premiéra parodické hry, adaptující policejní odposlechy z úplatkářské aféry, které zachytily hovory Ivana Horníka a vedoucího komise rozhodčích fotbalového svazu Milana Brabce, proběhla 23. dubna 2005 v Divadle Na zábradlí v Praze. Ve třech rolích se představili Petr Čtvrtníček, Jiří Lábus a Marek Daniel.
Hra byla vydána jak na CD, tak i na DVD discích.